# Supercopa Russa de Voleibol Masculino de 2010
A Supercopa Russa de Voleibol Masculino de 2010 foi a 3.ª edição deste torneio organizado anualmente pela Federação Russa de Voleibol (em russo:  Всероссийская федерация волейбола, VFV). A competição ocorreu na cidade de Cazã e participaram do torneio a equipe campeã e vice-campeã da Superliga Russa de 2009-10.
O Zenit Kazan se sagrou campeão pela primeira vez da competição ao derrotar o Belogore Belgorod por 3 sets a 0.

## Formato da disputa
O torneio foi disputado em partida única.

## Equipes participantes
| Equipe            | Cidade   | Qualificação                                                      | Última participação |
| ----------------- | -------- | ----------------------------------------------------------------- | ------------------- |
| Zenit Kazan       | Cazã     | Campeão da Superliga Russa de 2010-11 e da Copa da Rússia de 2009 | 2009                |
| Belogore Belgorod | Belgorod | Vice-campeão da Superliga Russa de 2010-11                        | Estreante           |

## Resultado
| Data   | Hora |             | Placar |                   | Set 1 | Set 2 | Set 3 | Set 4 | Set 5 | Total | Relatório |
| ------ | ---- | ----------- | ------ | ----------------- | ----- | ----- | ----- | ----- | ----- | ----- | --------- |
| 23 out |      | Zenit Kazan | 3–0    | Belogore Belgorod | 25–23 | 25–18 | 25–16 |       |       | 75–57 | Resultado |

## Premiação
| Supercopa Russa de 2010         |
| ------------------------------- |
| Zenit Kazan Campeão (1° título) |